# Eddie Sierra
Eduardo Alfredo Sierra (Buenos Aires, Argentina, 29 de noviembre de 1950), conocido artísticamente como Eddie Sierra, es un cantautor, arreglador de pop y pop rock romántico argentina.

## Biografía
Criado en Lomas de Zamora, descendiente de galeses e ingleses, desde pequeño su vocación fue la música, cantando particularmente canciones en el idioma inglés, ya que sus influencias fueron desde Elvis Presley, The Beatles y Paul Anka hasta  Led Zeppelin y Jimmy Hendrix, a los 16 años de edad compone su primera canción, cursó sus estudios primarios y secundarios en la Escuela Normal Nacional Antonio Mentruyt, donde también asistió su amigo y después colega musical Marcelo San Juan, también ha jugado al fútbol y al rugby, más precisamente en el Lomas Athletic Club, donde conoce a algunos músicos, surgiendo de esa manera y en ese lugar sus primeras funciones, formándose así  el grupo The Drifters, que después al firmar con el sello discográfico Phillips pasó a llamarse Lechuga, formada por Eduardo, Sandy Gifford, Eric Chaquito Kember (exjugador de rugby en Los Pumas), Andrew Grant y Eduardo Torres (estos últimos hicieron canciones tales como Ven a vivir conmigo, Quema el sol, Acaso fue piedad, Sopa, Sopa y la interpretación de La vida sigue igual, original de Julio Iglesias), propio del under musical de la época de grupos como Banana (banda) (grupo de su colega musical y hermano de la vida César "Banana" Pueyrredón), Pintura Fresca, Los Náufragos (banda), Industria Nacional, Katunga entre otros. El grupo Lechuga tuvo también una participación en la película ¡Arriba juventud! de Leo Fleider en 1971. El grupo se disolvió en 1973 y posteriormente participa en varios discos, como el disco debut de Marcelo San Juan.
Entre 1973 y 1976 incursiona y se especializa en el mundo de los arreglos con músicos de prestigio como Raúl Parentella y Juan Elhert, lanza simples en inglés con el seudónimo Jeffry, tales como I need my love tonight (Necesito a mi amor esta noche) , una interpretación de Love (original de John Lennon), Give me my heart a chance (Una oportunidad a mi corazón), If you let me go (Si me dejas ir), y trabaja junto Valeria Lynch y otros artistas en un LP y en un programa de televisión llamado Tribu S.R.L.
Con la dirección de Raúl Parentella en 1977, forma parte del grupo Amalgama, junto a Emilio Valle, Pedro Aznar en el bajo, Ricardo ''Topo'' Carbone en la batería y Alejandra Martín (más tarde Julia Zenko) en la voz, un año más tarde conoce a Gloria Gaynor, quien lo incorporó a su banda para tocar y componer para ella, en simultáneo compone y comparte escenario con otras bandas y artistas como KC and the Sunshine Band, B. J. Thomas, y Trixie, colabora en jingles de marcas de gaseosas como Sprite y Coca-Cola. En 1981 forma un grupo llamado Delight, donde combinan los géneros rock, pop y disco.
Ya de regreso en la Argentina, en 1982, participa en el disco homónimo de Manuela Bravo, con quien volvería a colaborar en 1985 (en el disco "Vivir), 1992 (en el disco "Persona a persona") y 2005 (en el disco "Hoy").
A lo largo de su carrera solista, ha editado un total de 10 álbumes, en 1985 edita su primer disco, llamado justamente "Eddie Sierra". Una característica distintiva es que sus temas estaban cantados en español o en inglés, indistintamente, el disco contó con canciones compuestas por grandes colegas como César ''Banana'' Pueyrredón (Un hombre feliz, En el hielo de tu amor) y Paz Martínez (Que no te robe el corazón y Jamás volarás de mi mente), la canción Yo quiero verte así es incluida en el álbum La música de Mesa de Noticias (Programa conducido por Juan Carlos Mesa y emitido por la Televisión Pública).
Paralelamente, entre 1986 y 1988 participa en los arreglos y dirección de un disco de Sandro (+), de Raúl Parentella llamado Cuando nace la ternura, en guitarras y coros en dos discos de César Pueyrredón (Más cerca de la vida y Ser uno mismo) y con piano acústico en el disco Puertos de María Rosa Yorio.
Así mismo, varias canciones son tomadas para publicidades de cigarrillos de las marcas Parliament y Philip Morris -que luego serían compiladas en un disco- en el cual participan Pedro Aznar y Jorge Araujo, en series de televisión como Bellas y audaces emitida por la TVN chilena en 1988 (Todo el mundo necesita y No podría olvidarte jamás), Vivo con un fastasma y Uno más uno, emitidas por Canal 13 (Argentina) en 1993 (Inseparables, Vivo con un fantasma y Quiero que vuelvas), también ha realizado cortinas para distintas emisoras radiales, cómo FM Horizonte, para el programa Muy de cerca, emitido por AM del Plata y para la operadora de televisión por cable CCTV (Un sentimiento nos une).
Desde julio de 1989, es el compositor de las cortinas musicales para los distintos noticieros de Canal 13 de Buenos Aires, Todo Noticias y Canal Volver (incluso también en la primera mitad de la década del 2000 compuso las cortinas para los noticieros de Canal 12 de Córdoba: Arriba Córdoba, Noticiero Doce y Telenoche Doce).
En 1990 sale a la venta su gran álbum "Está todo bien", llevando sus hits a programas televisivos como Ritmo de la noche conducido por Marcelo Tinelli en la pantalla de Telefe en 1992, donde en dos emisiones juega partidos de Fútbol sala (el equipo habitual de Ritmo de la noche contra cantantes los cuales fueron Eddie, Miguel Mateos, Guillermo Guido, Jazzy Mel), jugando también junto a Alberto Tarantini, enfrentando a Diego Maradona (+) y a Ricardo Bochini, en 1993 es invitado a un recital de Sergio Denis llevado a cabo en Coronel Suárez y se produce el lanzamiento de su octavo álbum como solista llamado Cambios, entre 1995 y 1996 ha dejado de realizar discos como solista y por problemas con la voz se baja definitivamente de los escenarios.
En noviembre del 2012, es invitado al programa Vivo en Argentina emitido por la Televisión Pública Argentina, junto con sus colegas César ''Banana'' Pueyrredón y Donald.
Su clásica canción El amor de mi vida es utilizada en distintos comerciales, a fines del 2019 para  el vino Alma Mora, y a mediados del 2025 para la tarjeta y aplicación Naranja X.
En diciembre del 2024, tras 28 años sin grabar canciones, hacer shows en vivo y cantar por televisión debido a problemas vocales, sale su decimoprimer álbum llamado As de corazones, el cual contiene canciones inéditas.
En mayo del 2025 es nominado en los Premios Gardel , al Mejor Álbum Artista Pop Tradicional, junto a Dany Martin y Laura Esquivel. El 18 de junio, su álbum se consagra como ganador.

## Vida personal
Eduardo siempre se ha mostrado reservado en cuanto a su vida privada, pero en entrevistas y presentaciones televisivas dio a conocer que es padre de dos hijas, que una alergia hepática le ha deteriorado el uso de las cuerdas vocales, razón por la cual ha dejado de grabar y los escenarios por varias décadas, pudiendo regresar a fines del 2024 después de varios años de recuperación. además, es fanático del rugby y simpatizante de Racing Club de Avellaneda.

## Videoclips
- Juntos otra vez (1991)
- Eterno amor (1991)
- Sos la única (1992)
- Fé (1992)
- Inseparables (1993)
- Quiero que vuelvas (A dúo con Treva Burke) (1994)
- As de corazones (2024)

## Canciones versionadas
- Acaso fue piedad (Del grupo Lechuga) (Los Baby's en 1981)
- Amamos tanto (Mónica Posse en 1986, Dulce en 1988, Julián en 1989 y Los Nocheros en 2020)
- Aférrate a mí (Julián en 1989 y Tony Rivas en 1990)
- El amor de mi vida (Ricky Martin en 1991, La K'onga en 2004, Grupo Bandy2 en 2008 y CNCO en 2021)
- Todo el mundo necesita (H2O en 1991)
- Está knock out (H2O en 1991)
- En el hielo de tu amor (H2O en 1991)
- Los días se van (Nydia Caro en 1991)
- Un hombre sentimental (De Eduardo y Jorge Scoufalos) (Alejandro Ibarra en 1991)
- Te quiero tanto (Cumbia pop en 1991 y Thalia en 1995)[13]
- Si un amor se va (Los Cádiz en 1992 y 2016, El Polaco en 2012, Sound de Barrio en 2023)
- Eterno amor (Shakira en 1993)[14]
- Juntos otra vez (Sabroso en 2018)
- Cuando fuimos dos (Grupo Fuego en 1992 y Salvador Pino en 1995)
- No podría olvidarte jamás (Pupy Santiago)
- Siempre te recordaré (Alejandro Ceberio en 2020)

## Presentaciones y apariciones en televisión
- Tribu S.R.L. (1975)                  - Canal 11
- Badía & Compañía (1988)              - Canal 13
- Porque hoy es sábado (1988)          - TVN
- Querido Sandro (1990)                - Canal 13
- Almorzando con Mirtha Legrand (1990) - Canal 9 Libertad
- Telemanías (1990)                    - Canal 12 (Córdoba)
- Ritmo de la noche (1991-1992)        - Telefe
- La noche del domingo (1991)          - Argentina Televisora Color (A.T.C.)
- Cm2 (1991)                   - Canal 2 (Salta)
- Jugate conmigo (1992)                - Telefe
- El show de Xuxa (1992)               - Telefe
- Videomatch (1992)                    - Telefe
- Una buena idea (1992-1993)           - Telefe
- Feliz domingo (1993)                 - Canal 9 Libertad
- Cuando calienta el sol (1993)        - Telefe
- El Show (1993)                       - Televisión por cable
- 360: Todo para ver (1994)            - Canal 13
- Sábados musicales (1995)             - América
- Cha Cha Cha (Breve aparición) (1995) - América
- Badía & Compañía (1996)              - Canal 13
- Un tiempo después (2009)             - Telefe
- Vivo en Argentina (2012)             - Televisión Pública
- Quedate (2021)                       - El Nueve
- Vivo para Vos (2023)                 - El Nueve

## Discografía

### Con el grupoLechuga
1. Ven a vivir conmigo 1971
2. Simple (Lado A: Sigue buscando el sol (Sandro - Anderle) - Lado B: Quema el sol) 1971
3. Simple (Lado A: Yo te quiero igual - Lado B: Hoy comprendí) 1971
4. Simple (Lado A: Du Du Du - Lado B: Soy el peor) 1972
5. Simple (Lado A: Acaso fue piedad - Lado B: Sin volver atrás) 1972

### Con el seudónimoJeffry
1. Simple (Lado A: Love John Lennon - Lado B: If you let me go) 1973
2. Simple (Lado A: I need my love tonight - Lado B: Holding me tightly) 1974
3. Simple (Lado A: Baby, you belong to me - Lado B: Just two lovers) 1975
4. Simple (Lado A: Hippy hippy shake - Lado B: Hoy más que ayer) (Incluidos en el compilado Rock de la costa) 1974
5. Simple (Give me my heart a chance) (Incluido en el compilado Ruidos Vol 8.) 1975
6. Simple (Lado A: On a rainy day - Lado B: Hymn 59) 1975

### Con Delight
1. Delight 1981

### Solista
1. Eddie Sierra 1985
2. A contraviento 1987
3. Buscando mi lugar 1988
4. Está todo bien 1990
5. Eddie Sierra con los temas de los comerciales de Phillip Morris 1990
6. Desde adentro 1991
7. Fe 1992
8. Cambios 1993
9. Un sentimiento nos une (Promoción de la operadora de televisión por cable CCTV) 1994
10. El amor de mi vida 1995
11. As de corazones 2024

### Discos en los que trabajó como arreglador y productor
- Marcelo San Juan (Marcelo San Juan) 1974
- Valeria Lynch (Valeria Lynch) 1977
- Por tí (Sergio Denis) 1978
- Yo soy tu canción (Valeria Lynch) 1979
- Stories (Gloria Gaynor) 1980
- Capricornio (Valeria Lynch) 1980
- I kinda like me (Gloria Gaynor) 1981
- Space cadet solo fight (KC and the  Sunshine Band) 1981
- Manuela Bravo (Manuela Bravo) 1982
- Vivir (Manuela Bravo) 1985
- Sandro (Sandro) 1986
- Gloria a los campeones (Música oficial del Mundial de Basquetball Argentina 90')  (Miguel Totis) 1990
- Persona a persona (Manuela Bravo) 1992
- Aprender a vivir (Silvio Oltra) 1992
- Ojos tristes (Six Zag) 1996
- Que viva todo Santiago (Los Manseros Santiagueños) 1999
- Ckayna Cunan Vol.1 y 2 (Peteco Carabajal) 2005
- Hoy (Manuela Bravo) 2005
- Changuito volador (Bruno Arias) 2006
- Misa surera (Lucía Ceresani) 2010
- Carnavalito (La Cantada) 2016
- Eterno amor (Martín Paz) 2018
- Leyendas (Los Carabajal) 2019

### Compositor de Cortinas
Eddie Sierra, además de ser un cantautor, también compone cortinas musicales para programas de Artear y dedicó varios discos. Entre ellos se encuentran:
- Música en Imágenes Vol. 1 (2000)
- Música en Imágenes Vol. 2 (2004)[15]
- Música en Imágenes Vol. 3 (2006)[16]
- Música en Imágenes Vol. 4 (2009)[17]

También participó en la composición de los siguientes discos:
- Música para sentirse en casa Vol. 1 (2014)[18]
- Música para sentirse en casa Vol. 2 (2016)[19]
- Música para sentirse en casa Vol. 3 (2018)[20]
- Música para sentirse en casa Vol. 4 (2022)